# 普蘭瓊火山
35°14′40″S 70°34′27″W / 35.24444°S 70.57417°W

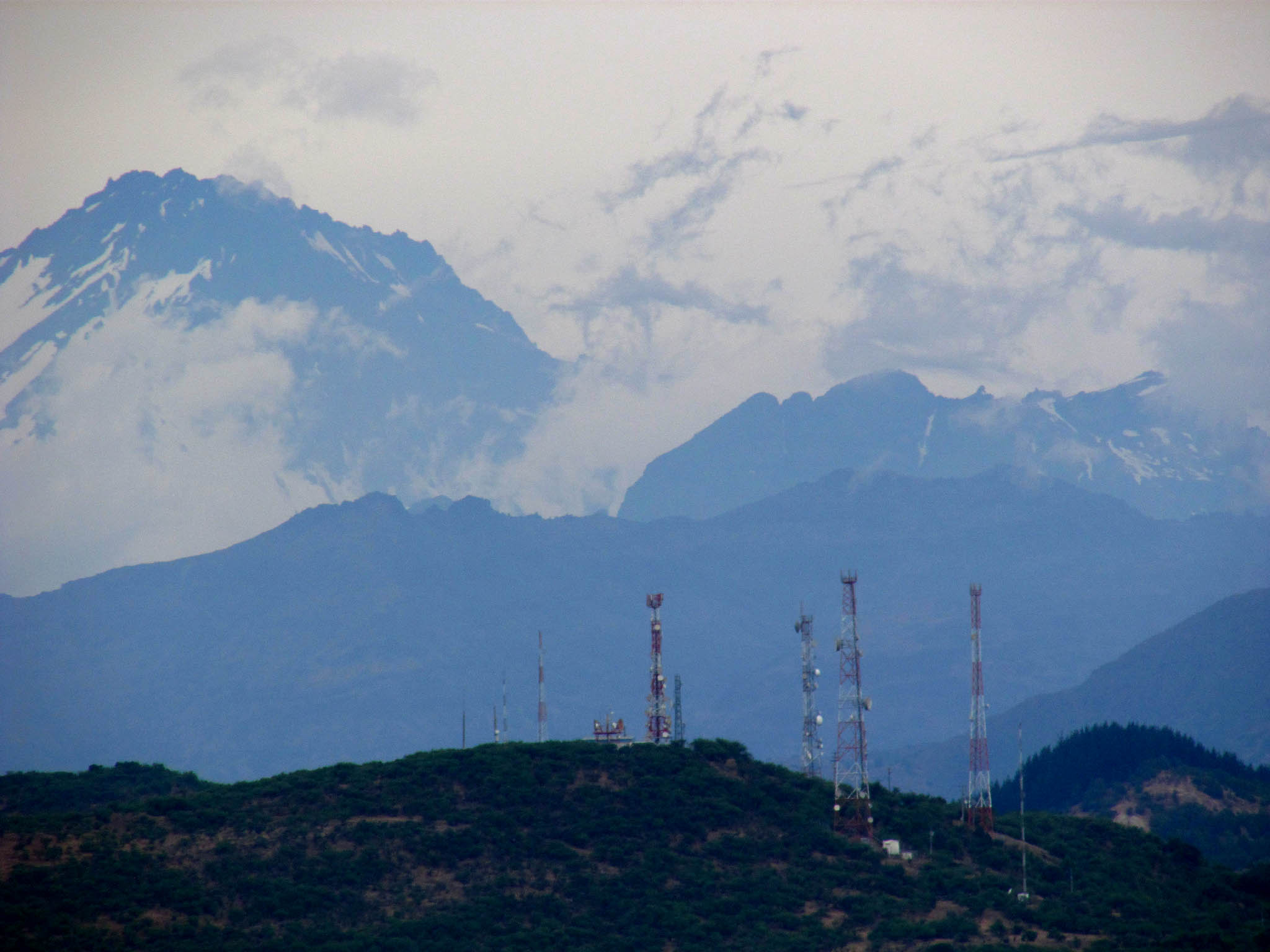

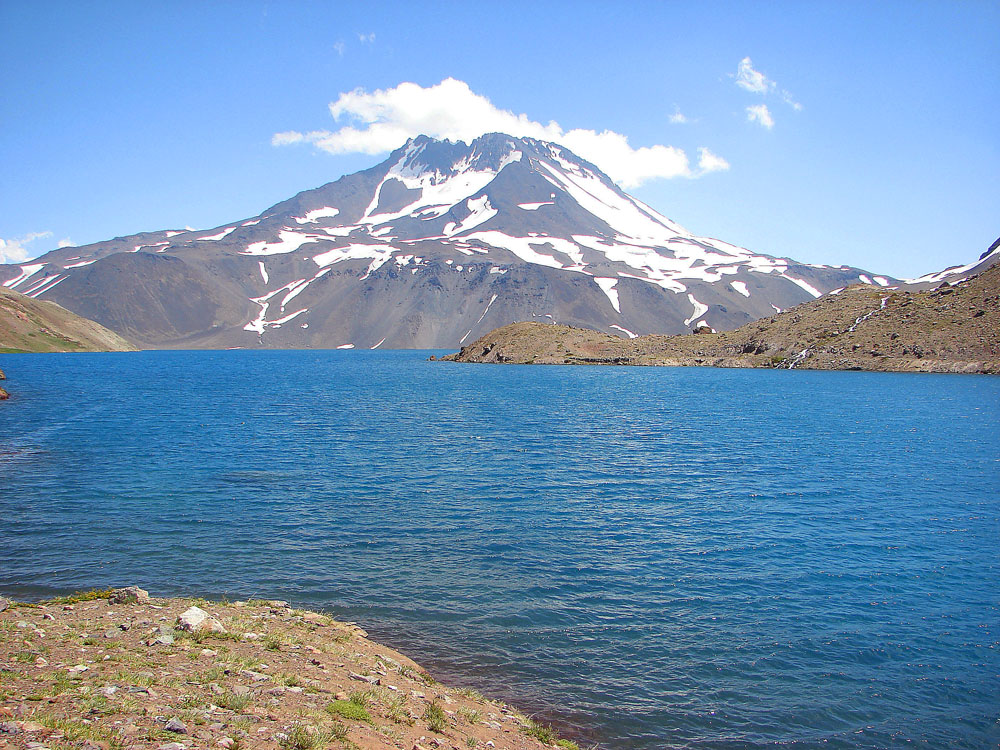

普蘭瓊火山是南美洲的山峰，位於阿根廷和智利接壤的邊境，屬於安第斯山脈的一部分，海拔高度3,977米，山體在更新世時期形成，最近一次火山爆發在2018年11月7日發生。